# Club Colonial Fort-de-France
Der Club Colonial de Fort-de-France ist ein Fußballverein von der französischen Insel Martinique. Der in Fort-de-France beheimatete Verein wurde im Jahre 1906 gegründet, ist damit der älteste Sportverein der Insel und trägt seine Heimspiele im Stade Pierre Aliker aus. Nachdem der Verein besonders in den 1920er, 1930er und 1940er Jahren zahlreiche Erfolge in der nationalen Liga feiern konnte, ging es in den folgenden Jahrzehnten (von einigen Pokalsiegen abgesehen) zusehends bergab. Schließlich stieg der Verein im Jahre 2007 aus der höchsten Liga ab, ehe er zwei Jahre später den Wiederaufstieg schaffte und 2011 zum ersten Mal seit knapp 40 Jahren wieder Meister wurde. Gleichzeitig errang man mit dem Gewinn der Trophée des clubs champions des Antilles-Guyane, ein Pokalwettbewerb, an dem Vereine der französischen Überseegebiete Guadeloupe, Martinique und Französisch-Guayana teilnehmen, den ersten internationalen Titel.
Mit insgesamt 19 Meisterschaftserfolgen ist der Club Colonial, dessen Vereinsfarben schwarz und weiß sind, Rekordmeister von Martinique. Mit den bisher vier Pokalerfolgen war zudem jeweils eine Teilnahme an der Coupe de France verbunden, jedoch kam der Verein bisher nicht über die Einstiegsrunde hinaus.

## Erfolge
- Meisterschaft von Martinique (19): 1920, 1921, 1922, 1923, 1924, 1926, 1930, 1931, 1935, 1938, 1940, 1941, 1942, 1943, 1949, 1964, 1965, 1972, 2011
- Pokalsiege: 1954, 1955, 1959, 1962, 1980
- Trophée des clubs champions des Antilles-Guyane: 2011